# Otto Hrodek
Otto Hrodek (8. října 1922 Jihlava — 4. června 2022 Mladá Boleslav) byl český lékař, pediatr, zakladatel české dětské hematologie. Během své více než šedesátileté odborné kariéry významně přispěl k rozvoji diagnostiky a léčby hematologických onemocnění u dětí, zejména leukémií.

## Životopis a vzdělání
Narodil v roce 1922 v Jihlavě jako jedno z šesti dětí. Když bývali sourozenci nemocní a on pozoroval všechnu tu péči o ně, napadlo ho, že by jednou chtěl být lékařem. Během 2. světové války byly vysoké školy zavřené, pracoval v kanceláři. Hned po válce začal studovat medicínu, studium absolvoval na Lékařské fakultě Univerzity Karlovy v Praze, kde promoval v roce 1949. 
Byl ženatý, žil v Praze. Na chalupu jezdil do městyse Brodce, kde mu byl v roce 2017 udělen titul čestného občana městyse. Zemřel 4. června 2022 v Klaudiánově nemocnici v Mladé Boleslavi ve věku 99 let.

## Kariéra
Svoji lékařskou dráhu započal v nemocnicích v Chebu a Českém Brodě. V roce 1951 nastoupil na II. dětskou kliniku v Praze, kde pracoval až do roku 2004, kdy byla sloučena s I. dětskou klinikou a vznikla tak Pediatrická klinika 2. lékařské fakulty UK a FN Motol. Mj. zde letech 1989 až 1990 vykonával funkci přednosty kliniky. Od roku 2004 až do svého odchodu do důchodu v roce 2012 působil na Klinice dětské hematologie a onkologie 2. lékařské fakulty UK a FN Motol v Praze, kde mj. přednášel studentům dětskou hematologii a zkoušel státní závěrečnou zkoušku z pediatrie.
Specializoval na dětskou hematologii, jejíž základy v českém lékařství položil. Již v 50. letech se podílel na vydání první učebnice oboru a patřil k průkopníkům výzkumu hemokoagulace a hemostázy u novorozenců. Jeho práce z 60. a 70. let o zvláštnostech srážlivosti krve v raném věku jsou dodnes citovány v mezinárodní literatuře.
Od počátku své kariéry se věnoval také diagnostice a léčbě dětské leukémie. Patřil mezi první lékaře, kteří v Československu zaváděli moderní terapeutické přístupy, a významně se podílel na proměně akutní lymfoblastické leukémie z téměř vždy smrtelného onemocnění v nemoc s vysokou šancí na vyléčení. V roce 1985 založil Pracovní skupinu dětské hematologie a prosadil sjednocení diagnostiky a léčby podle mezinárodních standardů. Zásadní pozornost věnoval rovněž hemofilii, přičemž prosazoval komplexní péči zahrnující nejen substituční léčbu, ale i rehabilitaci, chirurgické zákroky, psychologickou podporu a sociální integraci.
Publikoval přes 200 odborných článků a vystoupil s více než 300 přednáškami. Působil také jako odborný konzultant Světové zdravotnické organizace v oblasti dětských nádorových onemocnění ve více než deseti zemích Evropy a severní Afriky. Šestkrát obdržel Cenu předsednictva České lékařské společnosti za původní vědeckou práci. V roce 2017 získal Cenu Neuron za přínos světové vědě v oboru medicína. V roce 2022 získal Cenu Jana Evangelisty Purkyně, jejího předání se však již nedožil.